# 沼野恵一
沼野 恵一（ぬまの けいいち、1947年7月5日 - ）は、日本の経営者。相模鉄道社長を務めた。神奈川県出身。

## 経歴
1970年に東京電機大学工学部を卒業し、同年に相模鉄道に入社。1998年6月に取締役に就任し、2001年に常務を経て、2009年9月に社長に就任。2011年6月に社長を退任。